# Pagaran Manggis
Pagaran Manggis is een bestuurslaag in het regentschap Padang Lawas van de provincie Noord-Sumatra, Indonesië. Pagaran Manggis telt 412 inwoners (volkstelling 2010).